# Cerco de Candaar
O Cerco de Candaar de abril de 1737 começou quando o exército Afexárida de Nader Xá invadiu o sul do Afeganistão para tomar a última fortaleza Hotaqui, que era mantida por Huceine Hotaqui. Isso aconteceu na Antiga Candaar da moderna cidade de Candaar no Afeganistão e durou até 24 de março de 1738, quando o exército Hotaqui foi derrotado pelo exército persa.

## O Cerco
Durante a duração do cerco, houve poucas lutas já que as forças de Nader com bastante artilharia foram forçadas a realizar um bloqueio na cidade fortificada. Ficando cada vez mais impacientes, os persas realizaram vários ataques para tomar a cidade mas os afegãos conseguiram se defender desses ataques.

## Ataque Bactiari
Antecipando o cerco, os afegãos estocaram muitas provisões na cidade fortificada e mesmo que a fome tenha se iniciado no final de 1737, Nader percebeu que levaria muito tempo para os afegãos gastarem suas últimas provisões. Ele não tinha certeza sobre a sua posição no Império Persa; mesmo que ele houvesse deposto o xá Tamaspe II, o rei deposto ainda estava vivo e ele não queria que o cerco se cancelasse. Em 23 de março de 1738, Nader selecionou três mil homens entre o Bactiari de seu exército para liderar um ataque em Candaar. Um Bactiari chamado Mulá Adiné Mostafi foi selecionado para ser o líder do ataque.
Nader inicialmente tentou dissuadir os Mulá a fazer parte do ataque, mas Adiné insistiu em fazer parte do ataque. Na noite anterior ao ataque, Nader pessoalmente endereçou aos Bactiaris e disse que eles iriam receber mil rupias e uma divisão dos saques da cidade se o ataque desse certo. Em 24 de março, o ataque começou e os Bactiaris surgiram de suas posições sobre os penhascos de Chehel Zina e marcharam entre a cidade. Os soldados dentro da cidade fortificada guardaram as torres para matar os invasores mas muitos dos Bactiaris alcançaram os muros da cidade e subiram neles. Mulá Adiné foi o primeiro a chegar ao topo e uma luta aconteceu sobre as paredes da cidade.

## Consequências
Nader Xá generosamente recompensou os Bactiaris e pessoalmente recompensou a Adiné Mostafi com uma bolsa cheia de ouro. Huceine Hotaqui foi tratado com indulgência e foi exilado em Mazandarão junto com o resto da família real Hotaqui; alguns dizem que ele e sua família foram mortos durante os massacres Zande dos afegãos no que agora é o norte do Irão. Do outro lado, Nader era suspeito do principal comandante militar de Hussain, Maomé Seidal Cã, e suspeitou que ele era um causador de problemas; Nader ordenou que ele fosse cegado.
A cidade de Candaar foi sistematicamente destruída por fogos de artilharia e os habitantes sobreviventes foram transferidos para uma nova cidade que as forças Afexáridas tinham preparado e construíram a seis milhas no sudeste da antiga cidade. Nader nomeou a cidade de "Naderabade", em homenagem a ele mesmo. A antiga cidade não foi recuperada, mas as ruínas da antiga Candaar podem ser vistas hoje em dia. A captura de Candaar foi um evento importante para a história oral dos Bactiari e na cultura Luri em geral; e é um evento que se tornou um marco cultural.